# Mugilogobius abei
Mugilogobius abei es una especie de peces de la familia de los Gobiidae en el orden de los Perciformes.

## Morfología
Los machos pueden llegar a alcanzar los 4,1 cm de longitud total.

## Distribución geográfica
Se encuentra en el Japón, Hong Kong, Corea, Vietnam, Taiwán y China (Fujian ).

## Observaciones
Es inofensivo para los humanos.